# Joan Freixas i Freixas
Joan Baptista Freixas i Freixas (Barcelona, 15 de març de 1860 — Barcelona, 17 de juliol de 1933) fou un metge i escriptor català.

## Biografia
Va néixer al carrer de Sant Miquel de la Barceloneta, Barcelona, fill de Magí Freixas i Ribalta i de Ramona Freixas i Blanch, ambdós naturals de Barcelona. Es llicencià en medicina a la Universitat de Barcelona en 1882, i el 1883 es doctorà a Madrid. En 1883 va fundar la Revista Literaria amb Jacint Laporta i Mercader. Des de 1886 treballà a l'equip de cirurgia d'Àlvar Esquerdo Esquerdo a l'Hospital de la Santa Creu i Sant Pau de Barcelona, del que el 1920 en seria cap del servei de medicina clínica, especialitzat en tisiologia.
Profundament catalanista, participà en la fundació de la Lliga Regionalista, fou redactor de La Veu de Catalunya i publicà poesies a La Renaixensa. També fou membre de l'Ateneu Barcelonès i de la Societat Econòmica d'Amics del País. Dirigí el grup de Metges de Llengua Catalana i el 1917 fou president del II Congrés de Metges de Llengua Catalana. El 1932 ingressà a la Reial Acadèmia de Medicina de Catalunya i fou el primer en llegir el discurs d'entrada en català. Poc abans de morir fou nomenat professor honorari de la Facultat de Medicina de Barcelona.
Es va casar amb Esperança Freixas i Caballé, nascuda el 1862, de qui va enviudar l'any 1906.

## Obres
- De portas endins (sic), comèdia en un acte y en vers
- Cada hu per’lla hont l'enfila (1884).
- Impressions de viatge per la Catalunya francesa (1901)
- Impressions de metge (1918-24, 3 volums)
- Índex bibliogràfic mèdic de Catalunya (1923).